# BankGiro Loterij
BankGiro Loterij is een voormalige Nederlandse loterij. Circa 600.000 deelnemers speelden maandelijks mee. Zij steunden met de aanschaf van een lot allerlei vormen van cultuur en maken kans op een geldprijs. Net als de Nationale Postcode Loterij en de VriendenLoterij was de BankGiro Loterij onderdeel van de Holding Nationale Goede Doelen Loterijen N.V. Sinds 16 augustus 2021 is de BankGiro Loterij samengevoegd met de VriendenLoterij en opereert het onder die vlag, het merk BankGiro Loterij kwam hierbij te vervallen.

## Goede doelen
Minimaal 40% van de inleg was bestemd voor culturele goede doelen. Het betrof 78 culturele organisaties, waaronder: Cobra Museum, het Concertgebouw, Hermitage Amsterdam, Amsterdam Museum, Joods Historisch Museum, Kröller-Müller Museum, Mauritshuis, Prins Bernhard Cultuurfonds, Vereniging Hendrick de Keyser, Vereniging De Hollandsche Molen, Rijksmuseum en het Van Gogh Museum. 
Uit de omzet van 2019 keerde de BankGiro Loterij ruim 84,3 miljoen euro uit aan goede doelen. Sinds 1998 heeft de loterij ruim 1 miljard bijgedragen aan cultuur in Nederland.

## Deelname
De deelnemer van de BankGiro Loterij speelde mee met zijn lotnummer, dat bestond uit de laatste 5 cijfers van zijn of haar rekeningnummer aangevuld met twee volgletters. Er waren 15 trekkingen per jaar. Er waren geldprijzen, maar men kon ook diverse naturaprijzen winnen. Bij prijzen groter dan € 449 werd 30,1% kansspelbelasting ingehouden.

## Ambassadeurs
- Albert Verlinde
- Ilse DeLange
- Leontine Borsato
- Robert ten Brink
- Chantal Janzen

## Televisieprogramma's
Televisieprogramma's die gesponsord werden door de BankGiro Loterij:
- Heartbeat VIPS, AVRO, 2004
- Bankgeheim, TROS, 2005
- Kies de Kluis, TROS, 2006
- BankGiro Loterij Restauratie, AVRO, 2006-2009
- Sterren op het Doek, Omroep MAX, 2007-2015
- Slag bij Nieuwpoort, AVRO, 2009-2010
- BankGiro Loterij De Gemene Deler, RTL 4, 2008 en SBS6, 2012
- Voor de rest van je leven, RTL 4, 2007
- Het Mooiste Pand van Nederland, SBS6, 2010
- Koffietijd, RTL 4, 2011
- Show me the money, SBS6, 2011-2012
- BankGiro Loterij Kluizenspel, SBS6, 2014
- BankGiro Loterij The Big Picture, RTL 4, 2015-2016
- BankGiro Loterij The Wall, SBS6, 2018-2019
- BankGiro Miljonairs, RTL 4, 2019-2021